# 大眼鮈鱥
大眼鮈鱥（学名：Hybopsis amblops）为輻鰭魚綱鯉形目雅羅魚科鮈鱥屬的其中一種，分布於北美洲美國伊利湖、安大略湖、俄亥俄河及田納西河流域，本魚體細長，鼻鈍，嘴巴向下彎曲，體側具1條黑色橫紋，從嘴延伸至尾部，體色淺黃綠，體長可達10公分，棲息在沙泥底質、水流平緩的中小型河川底部，以水生昆蟲為食。該物種在20世紀中葉，數量急劇下降，通過恢復方法和研究，自2000年以來在伊利諾伊州中部出現了穩步增長。

### 引用
1. ↑  NatureServe. . The IUCN Red List of Threatened Species (IUCN). 2013, 2013: e.T202116A18232700. doi:10.2305/IUCN.UK.2013-1.RLTS.T202116A18232700.en.